# Constantin von Alvensleben
Reimar Constantin von Alvensleben (26 augustus 1809 in Eichenbarleben in Saksen - 28 maart 1892 in Berlijn) diende van 1827 tot 1873 in het Pruisische leger. Hij bracht het tot generaal van de infanterie en was bevelhebber van het IIIe Legerkorps tijdens de Frans-Duitse Oorlog in 1870.
De jonge aristocraat diende in een Pruisisch Garderegiment en werd in 1842 eerste luitenant. In 1853 werd hij als majoor in de Pruisische Generale Staf opgenomen. Hij werkte zeven jaar als kolonel op de bureaus van het Ministerie van Oorlog in Berlijn.
In 1866 vocht Pruisen in de "Brüderkrieg" tegen het Keizerrijk Oostenrijk en zijn bondgenoten waaronder het Koninkrijk Saksen. Constantin von Alvensleben bleef trouw aan de Pruisische koning. Hij was als generaal-majoor bevelhebber van een brigade van de garde en onderscheidde zich op 28 juni in de gevechten bij Soor en Burkersdorf. In de bloedige Slag bij Königgrätz waar hij de voorhoede van de Garde aanvoerde droeg Von Alversleben bij aan de overwinning. Oostenrijk werd in deze slag vernietigend verslagen en het moest om een wapenstilstand vragen.
Zijn directe superieur Generaal Wilhelm Hiller von Gärtringen was in de slag gesneuveld en de energieke en ambitieuze Von Alvensleben werd zijn opvolger als bevelhebber van de Koninklijke Garderegimenten. Voor zijn dapperheid werd Constantin von Alvensleben gedecoreerd met de Orde Pour le Mérite.

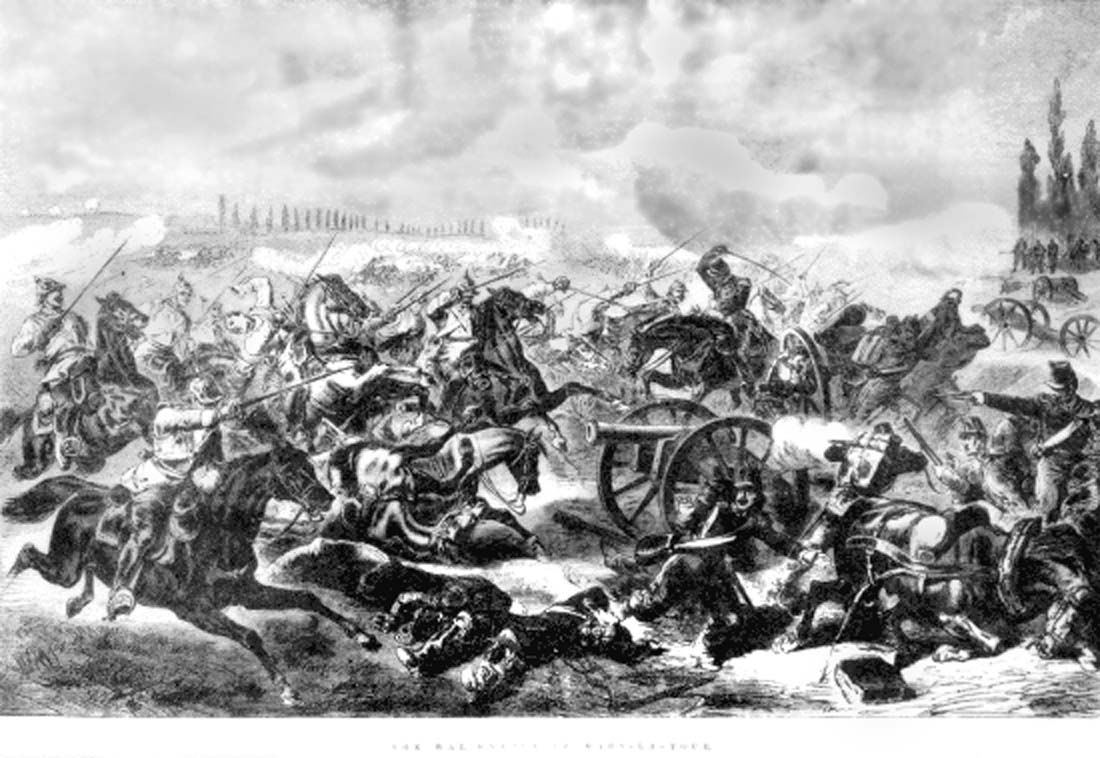
De slachting bij Mars-Le-Tour

In 1870 brak de Frans-Duitse Oorlog uit. Generaal Von Alvensleben volgde de Pruisische kroonprins Frederik op als bevelhebber van het het IIIe Legerkorps. Deel van het Duitse IIe Leger. Ook deze keer liet Constantin von Alvensleben zich kennen als een moedig aanvoerder. Hij was verantwoordelijk voor het tot staan brengen van de Franse troepen bij Metz.
In de Slag bij Spicheren op 6 augustus 1870 liet generaal Von Allvensleben zijn 12e, 48e en 52e Brandenburgse infanterieregimenten oprukken tegen Franse stellingen die met geschut dat kartertsen afschoot werden verdedigd. De Duitsers maakten geen gebruik van hun superieure en trefzekere geschut. Het resultaat was een bloedbad waarin aan Duitse zijde 4863 doden, waaronder generaal Von François vielen. Aan Franse zijde vielen 3078 doden. De Duitse aanval werd afgeslagen.
Zijn onbesuisde cavaleriecharge op de Fransen in de gevechten bij Vionville-Mars-la-Tour getuigden volgens militaire strategen van weinig inzicht. Er vielen aan Duitse zijde onnodig veel slachtoffers. Men noemt deze aanval in de militaire literatuur de "Totenritt" of "chevauchée de la mort". Drie regimenten cavalerie, de 3e huzaren, 13e uhlanen en 16e uhlanen, werden vrijwel geheel uitgemoord door Frans kartetsvuur.
Generaal Von Alversleben was nu een held, maar hij was niet onomstreden. Hij ontving na de overwinning een dotatie van 150.000 daalders maar kreeg als enige bevelvoerende generaal geen standbeeld. Hij werd ook niet met het IJzeren Kruis onderscheiden.
Kort voor zijn dood werd Constantin von Alvensleben opgenomen in de Orde van de Zwarte Adelaar en werd hij gedecoreerd met de Ie Klasse in de Orde van de Rode Adelaar. Het 52e Regiment Infanterie in Cottbus werd te zijner ere tot "Infanterie-Regiment v. Alvensleben" omgedoopt. Constantin von Alvensleben werd door de Russische Tsaar gedecoreerd met de IIIe Klasse van de Orde van Sint-Joris. De opname in deze exclusieve Russische orde voor moed was een tribuut aan de dappere v. Alvensleben die ook in Rusland werd bewonderd.

## Militaire loopbaan
- Kadett:[3]
- Leutnant: 1827
- Oberleutnant: 1842[3]
- Hauptmann: september 1849[3]
- Major: 1853[3]
- Oberstleutnant: 1858
- Oberst: 1860[3]
- Generalmajor: 1864[3]
- Generalleutnant: 1866
- General der Infanterie: 22 maart 1873[4]

## Onderscheidingen
- Pour le Mérite op 17 september 1866[4][3][5]
  - Eikenloof op 31 december 1870[4]
- Orde van de Zwarte Adelaar op 12 januari 1892[3]
- Orde van Sint-George (Rusland), 2e klasse in 1870
- Orde van de Rode Adelaar, 1e klasse